# Sychesia omissus
Sychesia omissus är en fjärilsart som beskrevs av Rothschild 1910. Sychesia omissus ingår i släktet Sychesia och familjen björnspinnare. Inga underarter finns listade i Catalogue of Life.